# وجه مضحك
وجه مضحك (بالإنجليزية: Funny Face)‏ هو كوميديا رومانسية، وفلم موسيقي
أُصدر في 1957. الفيلم من إنتاج باراماونت بيكتشرز، ومن توزيع باراماونت بيكتشرز، وقد أخرجه ستانلي دونين

## القصة
تقع أحداث الفيلم في باريس، ونيويورك.

## طاقم التمثيل
- أودري هيبورن
- فيرجينيا جيبسون
- سوزي باركر
- Paul Bisciglia [الإنجليزية]‏
- بيس فلاورز [الإنجليزية]‏
- Jack Chefe  [لغات أخرى]‏
- هارولد ميلر  [لغات أخرى]‏
- فرانكلين فارنوم
- جان دل فال
- روتا لى
- كاى تومبسون
- فريد أستير
- Alex Gerry  [لغات أخرى]‏
- ميشال أوكلير
- Dovima [الإنجليزية]‏
- Robert Flemyng [الإنجليزية]‏
- كارول إيستمان

## الإنتاج

### التصوير
صوّر الفيلم في لوس أنجلوس

## الاستقبال

### الجوائز والترشيحات
الجوائز
الترشيحات
- جائزة الأوسكار لأفضل تصوير سينمائي، المُرشَّح: راي جون، في: حفل توزيع جوائز الأوسكار الثلاثون
- جائزة الأوسكار لأفضل تصميم أزياء، المُرشَّح: إديث هيد، وهوبير دو جيفنشي، في: حفل توزيع جوائز الأوسكار الثلاثون
- جائزة الأوسكار لأفضل كتابة "سيناريو أصلي"، المُرشَّح: Leonard Gershe [الإنجليزية]‏، في: حفل توزيع جوائز الأوسكار الثلاثون
- جائزة الأوسكار لأفضل تصميم إنتاج، المُرشَّح: هال بيريرا، وجورج ديفيس (لاعب كرة قدم أسترالية)، وصموئيل إم. كومر، وRay Moyer [الإنجليزية]‏، في: حفل توزيع جوائز الأوسكار الثلاثون

## وصلات خارجية
- وجه مضحك على موقع IMDb (الإنجليزية)
- وجه مضحك على موقع ميتاكريتيك (الإنجليزية)
- وجه مضحك على موقع الموسوعة البريطانية (الإنجليزية)
- وجه مضحك على موقع روتن توميتوز (الإنجليزية)
- وجه مضحك على موقع نتفليكس (الإنجليزية)
- وجه مضحك على موقع قاعدة بيانات الأفلام العربية
- وجه مضحك على موقع ألو سيني (الفرنسية)
- وجه مضحك على موقع Turner Classic Movies (الإنجليزية)
- وجه مضحك على موقع أول موفي (الإنجليزية)
- وجه مضحك على موقع فيلمافينيتي (الإسبانية)